# Ian Svenonius
Ian Folke Svenonius (Chicago, 1968) è un cantante statunitense.
Attivo sin dalla fine degli anni '80 sulla scena hardcore punk di Washington, è noto per essere stato il cantante di gruppi quali Nation of Ulysses, The Make-Up, Weird War e Chain & The Gang (questi ultimi ancora in attività), oltre che per i progetti solisti dietro gli pseudonimi David Candy e Escape-Ism.
È considerato un'icona del punk rock, grazie al suo approccio musicale sperimentale e ai suoi testi fortemente politicizzati.